# Vlag van Engeland
De vlag van Engeland bestaat uit een Sint-Joriskruis. De legende van Sint-Joris die een draak doodde, dateert van rond de 12e eeuw, toen Sint-Joris (Saint George) de beschermheilige van Engeland werd. Het rode kruis werd gebruikt tijdens de kruistochten, en is een van de vroegste symbolen van Engeland.
De vlag bestaat uit een rood kruis op een wit veld. Het kruis heeft een breedte van 1/5 van de hoogte van de vlag zelf. De afmetingen zijn 3:5.
Deze vlag maakt deel uit van de Union Flag, de vlag van het Verenigd Koninkrijk.

## Geschiedenis
De legende van Joris van Cappadocië als drakendoder gaat terug tot de 12e eeuw. Zijn symbool was het rode kruis op een witte achtergrond. Het verscheen voor het eerst in de kruistochten en werd later als vlag gebruikt door de Republiek Genua. Vanaf 1190 gebruikten Engelse schepen de vlag van Sint-Joris in de Middellandse Zee, waardoor ze onder de bescherming van de Genuese vloot kwamen te staan. In ruil daarvoor betaalde de Engelse koning een jaarlijkse schatting aan Genua. Sint-Joris werd de beschermheilige van Engeland in de 13e eeuw.
Het kruis van Sint-Joris is onderdeel geworden van de Union Jack, de nationale vlag van het Verenigd Koninkrijk, en ook van de Schotse versie van het Britse koninklijke wapen. Het kruis van Sint-Joris stond ook op het wapen van Groot-Brittannië tijdens de Gemenebest-periode.
In de vlag van Guernsey is het George Cross aangevuld met een gouden kruis met spijlen. Andere voorbeelden van aanpassingen zijn de vlag van Londen of het wit vaandel van de Royal Navy. De "Red Hand Flag" van Noord-Ierland toont ook een rood kruis op een witte achtergrond, aangevuld met een zespuntige ster, een rode hand en de Britse kroon. Hoewel het een afgeleide is van de vlag van Ulster, werd de kleur blijkbaar bewust gekozen als verwijzing naar de vlag van Engeland om hem "Britser" te maken.
In 2018 waarschuwde de burgemeester van Genua dat Engeland zou moeten betalen voor het gebruik van de Genuaanse vlag voor de afgelopen 247 jaar.

## Fusie met christelijke mythologie
Volgens de legende is een rood kruis op een witte achtergrond ook te vinden op het schild van Galahad, de ridder in de Arthurlegende die het meest betrokken was bij de zoektocht naar de Graal en deze uiteindelijk vond. Daar symboliseert het een kruis dat Jozef van Arimatea tekende met het bloed uit de Graal.